# Antenarius malabarski
Antenarius malabarski, antenica malabarska (Antennarius hispidus) – gatunek ryby z rodziny antenariusowatych (Antennariidae).

## Występowanie
Występuje w ciepłych morzach u wschodnich wybrzeży Afryki, wokół Madagaskaru, Indii, Indonezji i Australii. 

## Budowa i wygląd
Posiada na głowie i pysku liczne wyrostki. Ciało jest długości do 20 cm. 

## Zachowanie
Ryba żyje blisko dna, wśród roślin lub raf koralowych.